# Rhynchosia fleckii
Rhynchosia fleckii är en ärtväxtart som beskrevs av Schinz. Rhynchosia fleckii ingår i släktet Rhynchosia och familjen ärtväxter. Inga underarter finns listade i Catalogue of Life.